# 아시아 자유민주연맹
아시아 자유민주연맹(-自由民主聯盟, Council of Asian Liberals and Democrats)는 아시아의 자유주의 정당들의 국제적 연맹체이다.

## 정회원
- 캄보디아 캄보디아 구국당
- 홍콩 홍콩 민주당
- 인도네시아 민주항쟁당
- 마카오 신마카오협회
- 말레이시아 말레이시아 민중운동당
- 몽골 시민녹색당
- 필리핀 자유당
- 싱가포르 싱가포르 민주당
- 스리랑카 스리랑카 자유당
- 타이베이 민주진보당
- 태국 민주당

## 협력 회원 및 참관 회원
- 파키스탄 자유 포럼 파키스탄 (협력 회원)
- 미얀마 국민민주주의연맹 (참관 회원)
- 일본 입헌민주당 (참관 회원)